# Joachim Neander
Joachim Neander, właśc. Joachim Neumann (ur. 1650 w Bremie, zm. 31 maja 1680 tamże) – niemiecki protestancki kompozytor, teolog i nauczyciel.

## Życiorys
Był synem nauczyciela łaciny. Jego dziadek, muzyk, zmienił zgodnie z ówczesną modą rodowe nazwisko Neumann (dosł. nowy człowiek) na grecką formę Neander. W 1671 został nauczycielem domowym w Heidelbergu, a od 1674 uczył w szkole w Düsseldorfie. Tu też napisał większość ze swoich ok. 60 hymnów, niektóre z nich zyskały znaczną popularność. W 1679 Neander został pastorem w Bremie, szybko zyskując znaczną popularność wśród wiernych, już jednak w roku następnym zmarł na gruźlicę. Jest uważany za pierwszego wybitnego niemieckiego autora hymnów po reformacji .
Od jego zgrecyzowanego nazwiska pochodzi nazwa doliny Neandertal.